# Izbica (gmina)
Izbica (1867–1877 gmina Tarnogóra) – gmina miejsko-wiejska w województwie lubelskim, w powiecie krasnostawskim.
Siedzibą gminy jest Izbica.
Według danych z 30 czerwca 2004 gminę zamieszkiwało 9019 osób.

## Historia
Gmina Izbica powstała w 1877 roku w związku z przemianowaniem gminy Tarnogóra na Izbica. Gmina obejmowała miejscowości: Dworzyska, Izbica-Wieś, Kryniczki, Mchy, Orłów Drewniany, Orłów Murowany, Ostrzyca, Stryjów, Tarnogóra-Kolonia, Tarzymiechy I, Tarzymiechy-Kolonia, Topola, Wał i Wólka Orłowska, a także zniesione 13 stycznia 1870 i włączone do gminy Tarnogóra miasta Tarnogórę i Izbicę. Do Izbicy przeniesiono 3 marca 1870 siedzibę gminy Tarnogóra z Tarnogóry. 
W 1919 roku gmina weszła w skład woj. lubelskiego. 1 kwietnia 1929 roku z części obszaru gminy Izbica (wieś Izbica, osada Izbica, osada Tarnogóra i majątek Tarnogóra) utworzono nową, znacznie mniejszą, gminę Tarnogóra z siedzibą w Izbicy. Na uwagę zasługuje fakt, że Izbica, znajdująca się na terenie gminy Tarnogóra, była także siedzibą sąsiedniej gminy Izbica, a obszar gminy miał bardzo specyficzny kształt, bo składał się z czterech enklaw rozproszonych wokół gminy Tarnogóra.
Po wojnie gmina zachowała przynależność administracyjną. Według stanu z 1 lipca 1952 roku gmina składała się z 17 gromad: Dworzyska, Izbica-Wieś, Kryniczki, Majdan Krynicki, Mchy, Orłów Drewniany, Orłów Drewniany-Kolonia, Orłów Murowany, Orłów Murowany-Kolonia, Ostrówek, Ostrzyca, Stryjów, Tarnogóra-Kolonia, Tarzymiechy cz. I, Tarzymiechy cz. II Tarzymiechy cz. III, Topola, Wał i Wólka Orłowska.
Gmina została zniesiona 29 września 1954 roku wraz z reformą wprowadzającą gromady w miejsce gmin. Jednostkę przywrócono 1 stycznia 1973 roku po reaktywowaniu gmin. W latach 1975–1998 gmina położona była w województwie zamojskim. Od 1999 gmina należy ponownie do powiatu krasnostawskiego w woj. lubelskim.
Niemiecka gmina Winterlingen jest gminą partnerską Izbicy.

## Charakterystyka
Gmina Izbica jest typową gminą rolniczą, ze specjalizacją w zakresie sadownictwa i zielarstwa. Jednocześnie posiada warunki do potencjalnego rozwoju funkcji turystyczno - wypoczynkowej, w tym agroturystyki, grzybiarstwa i wędkarstwa. Podstawowymi walorami są: malownicze położenie, duża powierzchnia lasów, rzeka Wieprz w której występuje wiele gatunków ryb.
W 1995 roku na części terenów gminy Izbica został utworzony Skierbieszowski Park Krajobrazowy. Na jego terenie występują chronione gatunki roślin oraz lasy bukowe. Część obszarów została włączona do parku ze względu na walory krajobrazowe: falisto-pagórkowate ukształtowanie terenu, z głęboko wciętymi wąwozami.

## Struktura powierzchni
Według danych z roku 2002 gmina Izbica ma obszar 138,66 km², w tym:
- użytki rolne: 75%
- użytki leśne: 18%

Gmina stanowi 12,19% powierzchni powiatu.

## Demografia

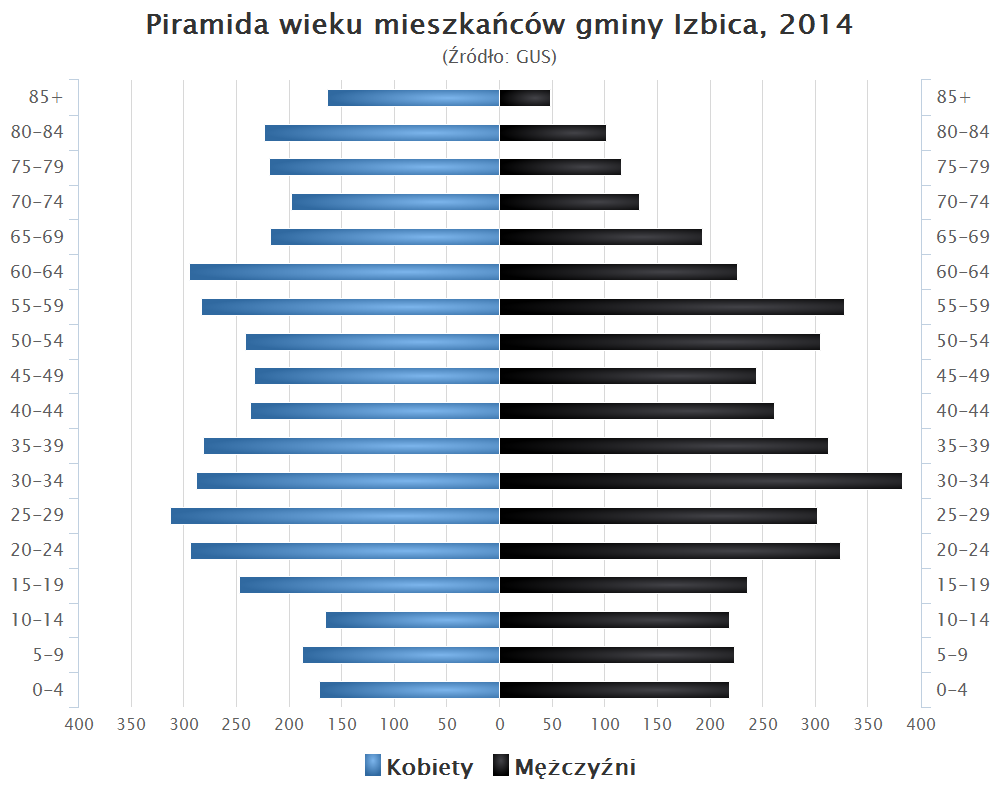
Piramida wieku mieszkańców gminy Izbica w 2014 roku

Dane z 30 czerwca 2004:
| Opis                              | Ogółem | Ogółem | Kobiety | Kobiety | Mężczyźni | Mężczyźni |
| --------------------------------- | ------ | ------ | ------- | ------- | --------- | --------- |
| jednostka                         | osób   | %      | osób    | %       | osób      | %         |
| populacja                         | 9019   | 100    | 4593    | 50,9    | 4426      | 49,1      |
| gęstość zaludnienia (mieszk./km²) | 65     | 65     | 33,1    | 33,1    | 31,9      | 31,9      |

## Sołectwa
Bobliwo, Dworzyska, Izbica-osada, Izbica-Wieś, Kryniczki, Majdan Krynicki, Mchy, Orłów Drewniany, Orłów Drewniany-Kolonia, Orłów Murowany, Orłów Murowany-Kolonia, Ostrzyca, Ostrówek, Romanów, Stryjów, Tarnogóra, Tarnogóra-Kolonia, Tarzymiechy Drugie, Tarzymiechy Pierwsze, Tarzymiechy Trzecie, Topola, Wał, Wirkowice Drugie, Wirkowice Pierwsze, Wólka Orłowska, Zalesie.

## Sąsiednie gminy
Gorzków, Krasnystaw, Kraśniczyn, Nielisz, Rudnik, Skierbieszów, Stary Zamość